# كلية باليتار الإسلامية
كلية باليتار الإسلامية هي إحدى الجامعات الخاصة الشهيرة في بليتار، جاوة الشرقية، إندونيسيا. تأسست جامعة باليتار الإسلامية في 5 سبتمبر 2003 تحت رعاية مؤسسة بينا سيترا أناك بانجسا (Bina Citra Anak Bangsa). جامعة باليتار الإسلامية مدرجة ضمن أفضل 300 جامعة إسلامية في العالم.

## خلفية
ورأى المبادرون لإنشاء جامعة بليتار الإسلامية أنه من الضروري أن تكون هناك جامعة أولى في مدينة بليتار تقوم على القيم الإسلامية وتتناغم مع قيم الحكمة المحلية وسط ظهور العديد من الجامعات القومية.
كلمة "باليتار" هي جزء من اسم هذه الجامعة، باليتار (بالي تتار /Bali Tartar) هي علامة أعطاها نيلاسوروانا أو غوستي سودومو في القرن الخامس عشر لهزيمة قوات التتار بنجاح أثناء اختبائهم في الغابة الجنوبية (مدينة بليتار والمناطق المحيطة بها) الذين تمردوا على مملكة ماجاباهيت.
إن مفهوم الصورة الذي تم تشكيله هو أنها جامعة ريادة (entrepreneurial university) الأعمال، وهي لا تنتج فقط خريجين ذوي كفاءة أكاديمية، ولكن أيضًا تنتج رواد أعمال.

## منشأة
- المرافق الرياضية (تسلق الجدران، ألعاب القوى، كرة الريشة، كرة السلة، كرة القدم)
- الإرشاد الأكاديمي
- الخدمات المهنية
- مكتبة
- دراسة برنامج الخارج
- قبول الطلاب الدوليين[7]

## انتساب
- معهد ايرونوود
- أكاديمية سيسكو
- معهد مانيتوبا للتجارة والتكنولوجيا
- جامعة شاردا
- معهد باندونغ للتقانة
- الجامعة المحمدية سيدوارجو
- جامعة تريبهوانا تونجا ديوي
- جامعة الوسائط المتعددة
- جامعة كوالالمبور
- الجامعةالإسلامية العالمية بماليزيا
- جامعة راجامانجالا للتكنولوجيا
- شاروين بوكفاند[8]

## مرجع
1. ↑  GRID Release 2017-05-22 (ط. 2017-05-22)، 22 مايو 2017، DOI:10.6084/M9.FIGSHARE.5032286، QID:Q30141628
2. ↑   https://pddikti.kemdikbud.go.id/api/pt/detail/9ZuCXdcCv0RPPu0Oo1xPlfKP_z-mWDez1Uf0ex7P8eLZanTPRVCQuMi2hU8T-ymEeR8v3A==. اطلع عليه بتاريخ 2024-08-20. {{استشهاد ويب}}: |url= بحاجة لعنوان (مساعدة) والوسيط |title= غير موجود أو فارغ (من ويكي بيانات) (مساعدة)
3. ↑  pddikti.kemdikbud (بالإندونيسية), QID:Q109899819
4. ↑  Times Indonesia، فريق صحافة الموقع. "www.timesindonesia.com". Times Indonesia. مؤرشف من الأصل في 2023-12-31. اطلع عليه بتاريخ 2024-02-27.
5. ↑  Unirank، فريق إدارة الموقع الرسمي. "www.4icu.org". Unirank. مؤرشف من الأصل في 2024-02-27. اطلع عليه بتاريخ 2024-02-27.
6. ↑  Universitas Islam Balitar، فريق إدارة الموقع الرسمي. "www.unisbablitar.ac.id". Universitas Islam Balitar. مؤرشف من الأصل في 2023-12-09. اطلع عليه بتاريخ 2024-02-27.
7. 1 2  فريق إدارة الموقع، Unirank. "Balitar Islamic University in 4icu". Unirank. مؤرشف من الأصل في 2024-02-27. اطلع عليه بتاريخ 2024-02-27.
8. 1 2  فريق إدارة الموقع، Institut Teknologi Bandung. "www.itb.ac.id". Institut Teknologi Bandung. مؤرشف من الأصل في 2023-12-09. اطلع عليه بتاريخ 2024-02-27.
9. ↑  Rofiq, Aunur., Helmy, Yunan. (17 Jun 2019). "Unisba Blitar Buka Pendaftaran Mahasiswa Baru 2019". Blitar Times (بالإندونيسية). Archived from the original on 2023-12-09. Retrieved 2024-02-01.{{استشهاد بخبر}}:  صيانة الاستشهاد: أسماء متعددة: قائمة المؤلفين (link)
10. ↑  Public Relations Division, Tribhuwana Tungga Dewi University (15 Jan 2018). "Fakultas Pertanian Unitri Lakukan Kerjasama dengan Unisba Blitar". Tribhuwana Tungga Dewi University Official Website (بالإندونيسية). Archived from the original on 2024-02-16. Retrieved 2024-02-16.
11. ↑  Editorial Team، Universitas Muhammadiyah Sidoarjo (29 يونيو 2021). "Umsida Jalin Kerja Sama dengan Unisba Blitar". Muhammadiyah Sidoarjo University Official Website. مؤرشف من الأصل في 2023-08-02. اطلع عليه بتاريخ 2024-02-16.
12. ↑  Putra, Anggi Septian Andika (7 Oct 2019). "UNISBA Semakin Mendunia, Jalin Kerja Sama Internasional". Radar Tulungagung (بالإندونيسية). Archived from the original on 2024-02-16. Retrieved 2024-02-16.

## الوصلات الخارجية
- (بالإندونيسية) الموقع الرسمي كلية باليتار الإسلامية
- (بالإندونيسية) كلية باليتار الإسلامية في 4icu